# Chesterbrook
Chesterbrook es un lugar designado por el censo ubicado en el condado de Chester en el estado estadounidense de Pensilvania. En el año 2000 tenía una población de 2054 habitantes y una densidad poblacional de 4,625 personas por km².

## Geografía
Chesterbrook se encuentra ubicado en las coordenadas 40°4′28″N 75°27′18″O / 40.07444, -75.45500.

## Demografía
Según la Oficina del Censo en 2000 los ingresos medios por hogar en la localidad eran de $80 792 y los ingresos medios por familia eran $9080 872. Los hombres tenían unos ingresos medios de $68,906 frente a los $4780 348 para las mujeres. La renta per cápita para la localidad era de $5180 859. Alrededor del 2,1% de la población estaba por debajo del umbral de pobreza.